# Piper imberbe
Piper imberbe är en pepparväxtart som beskrevs av Trel. & Standley. Piper imberbe ingår i släktet Piper och familjen pepparväxter. Inga underarter finns listade i Catalogue of Life.